# Neuenegg
Neuenegg je obec v kantonu Bern, v okrese Bern-Mittelland. Žije zde přibližně 5 500 obyvatel.

## Geografie
Neuenegg se nachází asi 12 km jihozápadně od Bernu v dolní části údolí Sensetal. Rozloha obce je 21,83 km². Z toho je 12,50 km² označeno jako zemědělská půda nebo louky a 7,66 km² jako les. Jižní hranici obce tvoří přirozená hranice řeky Sense, která je zároveň hranicí kantonů Bern a Fribourg). Sousedními obcemi Neueneggu jsou Laupen, Mühleberg, Bern a Köniz v kantonu Bern a Ueberstorf, Wünnewil-Flamatt a Bösingen v kantonu Fribourg.

## Historie

Neuenegg a továrna firmy Wander (1946)

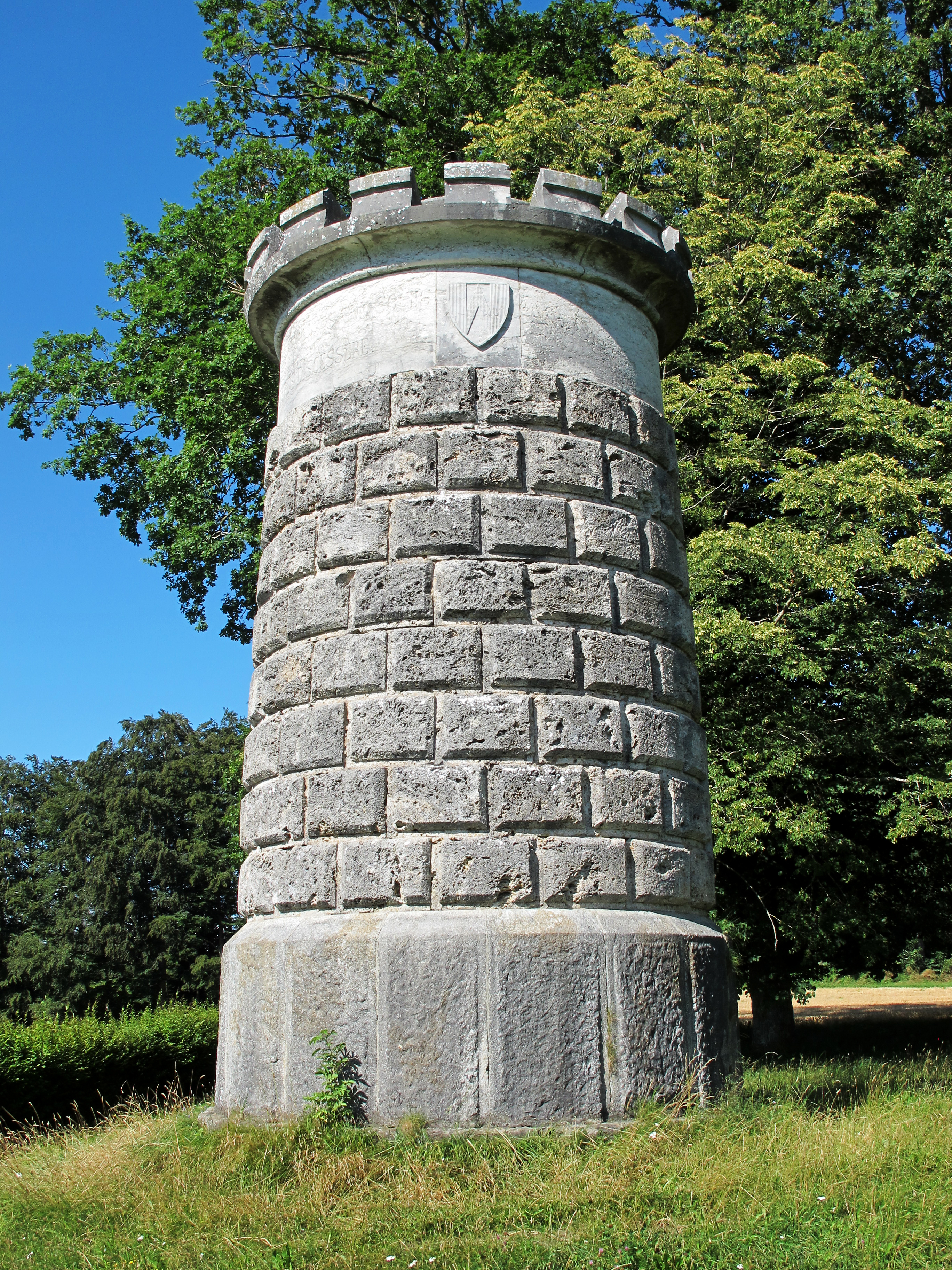
Památník bitvy u Laupenu

První písemná zmínka o obci pochází z roku 1228 jako Nuneca. Vesnice patřila k panství Laupen a v roce 1324 přešla spolu s ním na město Bern. Za Bernu byl Neuenegg jedním ze šesti soudních obvodů v lenním obvodu Laupen; soud zasedal před hřbitovem, později v hostinci. Z vojenského hlediska patřil Neuenegg k okresnímu soudu Sternenberg (neboli Neuenegg), jehož středověké sídlo (Landstuhl, dnešní název soudu) se nacházelo při cestě do Bernu. Na Brambergu se odehrála rozhodující bitva Laupenské války v roce 1339 (pomník z roku 1853) a bitva během francouzského vpádu v roce 1798 (obelisk z let 1864–1866). Pod velením Johanna Rudolfa von Graffenrieda zvítězili Bernští 5. března 1798 v bitvě u Neueneggu nad početně silnějšími francouzskými jednotkami pod vedením brigádního generála Pigeona a za početné podpory německo-fribourských vojsk, ale po porážce, kterou Bernští utrpěli téhož dne v bitvě u Grauholzu, již nedokázali zabránit pádu Staré švýcarské konfederace.
V důsledku nového vedení dopravy údolím Wangentalu (silnice v roce 1857, železniční trať v roce 1860, dálnice od roku 1976) se území vesnice Thörishaus dotýká tato dopravní osa až od druhé poloviny 19. století. Od roku 1960 byl Neuenegg postupně pohlcen rozrůstající bernsko aglomerací; vznikly různé nové čtvrti, mimo jiné Striten, Pfrundgschick a Zilmatt.

## Obyvatelstvo
| Rok            | 1764 | 1850 | 1900 | 1950 | 1970 | 1980 | 2000 |
| Počet obyvatel | 779  | 2155 | 2111 | 2800 | 3452 | 3727 | 4362 |

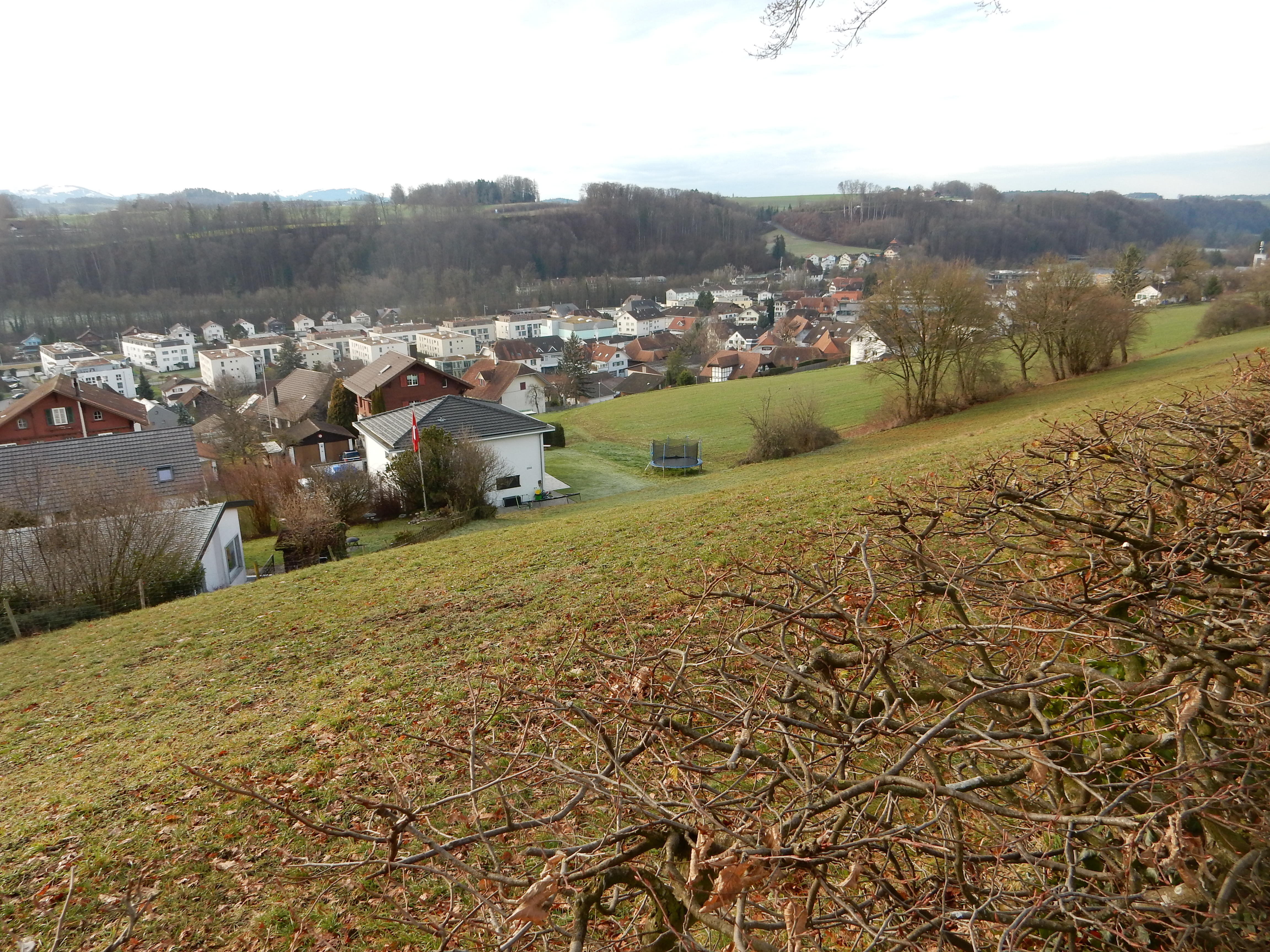
Centrum obce

Většina obyvatel (k roku 2000) hovoří německy (4058, tj. 93,0 %), druhým nejčastějším jazykem je francouzština (50, tj. 1,1 %) a třetím italština (30, tj. 0,7 %).

## Hospodářství
S napojením na železnici údolím Sensetal z Flamattu do Gümmenenu v roce 1903 otevřela společnost Nestlé v dříve venkovské, maloměstské obci mlékárnu, která byla uzavřena v roce 1921. Továrny převzala v roce 1927 bernská společnost Wander AG pro své sladové výrobky, z nichž nejznámější je Ovomaltine, a od roku 1967 působí také farmaceutické firmy (Sandoz, Novartis).

## Doprava
Obcí prochází dálnice A12, železniční trať Flamatt–Gümmenen Švýcarských spolkových drah a zajíždí do ní také místní autobusové linky.